# Полчный ряд
«Полчный ряд» — боевоe построение древнерусского войска, распространённoe в Киевской Руси и других феодальных княжествах в XI-XIII веках.

## Описание
Полчный ряд представлял собой эволюционное развитие боевого порядка «стена» путём расчленения войска на несколько частей (полков), что облегчало маневрирование и способствовало координации действий кавалерии и пехоты. Как правило, при таком построении войско выстраивалось в одну линию, образованную тремя элементами: центральным (полк чело), правым (полк правой руки) и левым (полк левой руки). Каждый полк представлял собой самостоятельную тактическую единицу. Перед фронтом главных сил выставлялась лёгкая пехота с метательным оружием (лучники), осуществлявшая завязку сражения. В некоторых ситуациях, для большей устойчивости построения его глубина увеличивалась за счёт введения дополнительных формаций: резерва в тылу главных сил и передового полка, который ставили между лучниками и центром.